# مباركآباد (مقاطعة فهرج)
مباركآباد (بالفارسية: مبارک‌آباد) هي قرية تقع في البلدة المركزية في إيران. يقدر عدد سكانها بـ 197 نسمة بحسب إحصاء 2016.